# Yengiostang Xiang
Yengiostang Xiang (kinesiska: 英吾斯塘乡, 英吾斯塘) är en socken i Kina. Den ligger i den autonoma regionen Xinjiang, i den nordvästra delen av landet, omkring 650 kilometer söder om regionhuvudstaden Ürümqi.
Genomsnittlig årsnederbörd är 47 millimeter. Den regnigaste månaden är juni, med i genomsnitt 12 mm nederbörd, och den torraste är oktober, med 1 mm nederbörd.